# Non mi lasciare
Non mi lasciare è una serie televisiva italiana trasmessa in prima serata su Rai 1 dal 10 al 31 gennaio 2022. È diretta da Ciro Visco, prodotta da Rai Fiction in collaborazione con PayperMoon Italia ed ha come protagonisti Vittoria Puccini, Alessandro Roja e Sarah Felberbaum.

## Trama
Elena Zonin è una poliziotta che vive a Roma dove si occupa di crimini informatici e in particolare di reati contro l'infanzia, seguendo, con una passione che rasenta l'ossessione, le indagini che riguardano la scomparsa di minori. Un nuovo caso, legato a un’indagine su cui sta lavorando da tempo, la porta a Venezia, la città della sua giovinezza, da cui era fuggita vent'anni prima. Qui ritroverà Daniele Vianello, suo grande amore di allora divenuto nel frattempo vice questore di polizia, e Giulia, la sua migliore amica che Daniele ha poi sposato. L'inchiesta li vedrà lavorare fianco a fianco attraverso Venezia tra le sue meraviglie, gli antichi palazzi, le piccole calli sconosciute, la laguna. La caccia ai criminali li porterà anche nel Polesine tra le nebbie, alla scoperta di segreti nascosti per anni che ora dovranno tornare alla luce. Il passato e il presente tornano quindi ad intrecciarsi mentre si riaprono vecchie ferite e si cerca di superare quello che è stato e di guardare al futuro.

## Episodi
| Stagione       | Episodi | Prima TV |
| -------------- | ------- | -------- |
| Prima stagione | 8       | 2022     |

## Personaggi e interpreti
- Elena Zonin, interpretata da Vittoria Puccini. È la vicequestore arrivata da Roma.
- Daniele Vianello, interpretato da Alessandro Roia. È il vicequestore aggiunto nonché vecchia fiamma di Elena.
- Giulia Vianello, interpretata da Sarah Felberbaum. È la moglie di Daniele nonché una vecchia amica di Elena.
- Ernesto Fortin, interpretato da Maurizio Lombardi. È il questore.
- Serena Misuri, interpretata da Sandra Ceccarelli. È il superiore di Elena a Roma. Si scoprirà che era coinvolta nel giro di pedofilia per proteggere il figlio.
- Vincenzo Molli, interpretato da Massimo Rigo. È l’Ispettore che lavora al caso.
- Augusto Ripetti, interpretato da Ivan Zerbinati. È il Sovraintendente della Polizia Postale che lavora al caso.
- Luigi Fornari, interpretato da Eugenio Franceschini. È l’Agente Scelto che lavora al caso.
- Emilia Zirri, interpretata da Federica Girardello. Assistente Capo, laureata in Psicologia, che lavora al caso.
- Andrea Maffetti, interpretato da Gianmaria Martini. È il rapitore ed aguzzino dei bambini.
- Pietro Tomà, interpretato da Riccardo Leonelli. Vecchio amico e complice di Maffetti.
- Francesco Bianchi, interpretato da Sergio Albelli. È un altro complice di Maffetti.
- Vittorio Ravagnin, interpretato da Nicola Pannelli. È il maestro che insegnava all'orfanotrofio.
- Luciano Ballarin, interpretato da Andrea De Manincor.
- Marta Ballarin, interpretata da Demetra Bellina. È la sorella di Gilberto.
- Gilberto Ballarin, interpretato da Mattia Sontacchi. È il primo ragazzo trovato morto.
- Angelo Bassano, interpretato da Duccio Gallorini. È un altro ragazzo scomparso. Alla fine della prima stagione viene dato in affido ad Elena.
- Giancarlo Lucetti, interpretato da Vincenzo Tosetto. Medico Legale
- Diego Zirri, interpretato da Lorenzo Dellapasqua. Figlio di Elena, muore per un malore in seguito ad un incidente con la bici.
- Marco Trevisan, interpretato da Roberto Zibetti. È un altro vecchio compagno di Maffetti all'orfanotrofio.

## Produzione
La serie è prodotta da Rai Fiction in collaborazione con PayperMoon Italia.

### Presentazione
La serie è stata presentata a Venezia il 5 settembre 2021, all'interno del programma organizzato da Veneto Film Commission presso lo Spazio Regione del Veneto.

### Conferenza stampa
La conferenza stampa della serie si è svolta il 4 gennaio 2022 alle ore 12.

### Riprese
La serie è stata girata in Veneto e nel Lazio, in particolare nella città di Venezia, nel Polesine e a Roma.

## Distribuzione

### Italia
La serie è stata trasmessa in prima visione su Rai 1 dal 10 al 31 gennaio 2022 in quattro prime serate.

### Internazionale
La distribuzione internazionale è affidata a Federation Entertainment, in associazione con Canal+.